# Bangxing
Bangxing (kinesiska: Pangxin, 旁辛) är en bondby i Kina. Den ligger i den autonoma regionen Tibet, i den sydvästra delen av landet, omkring 410 kilometer öster om regionhuvudstaden Lhasa. Antalet invånare är 1 351.
Trakten runt Bangxing är nära nog obefolkad, med mindre än två invånare per kvadratkilometer. Det finns inga andra samhällen i närheten. I omgivningarna runt Bangxing växer i huvudsak blandskog.
Genomsnittlig årsnederbörd är 1 313 millimeter. Den regnigaste månaden är september, med i genomsnitt 243 mm nederbörd, och den torraste är januari, med 4 mm nederbörd.